# GHHC Groningen
Groninger - Harense Hockey Club Groningen is een hockeyclub uit Haren.

## Geschiedenis
De club is opgericht op 1 oktober 1926 als GHC Groningen en fuseerde in 1936 met studentenhockeyclub DBS (De Blauwe Scheen). In 1978 werd de naam van de club veranderd in Groninger - Harense Hockey Combinatie Groningen.

### Heren
Als gevolg van het noordelijk kampioenschap in 1948 kon de club in datzelfde jaar voor het eerst deelnemen aan het landskampioenschap hockey. De Groningse heren eindigde in die kampioenscompetitie, waaraan ook de kampioen van west (HHIJC), zuid (VHC Venlo) en oost (DKS) deelnamen als vierde. Er zouden echter nog meer noordelijke kampioenschappen en deelnames aan het landskampioenschap volgen.

### Dames
Ook de vrouwen zijn meervoudig noordelijk kampioen en hebben daarmee ook deelnames aan het landskampioenschap hockey overgehouden.
In 1994 werd een speciaal door de KNHB ingesteld nationaal bekertoernooi gewonnen door de dames van het Rotterdamse Victoria te verslaan. Er namen op dit toernooi echter door een boycot geen Hoofdklassers deel. Zodoende organiseerde de club de Europacup II vrouwen 1995. De vrouwen werden derde op dit toernooi. In de jaren 90 werd verder ook meerdere malen het landskampioenschap zaalhockey door de vrouwen veroverd. De Groningse vrouwen bereikten in 1990 met een derde plaats de hoogste notering in de Hoofdklasse. In 2007 degradeerden de vrouwen uit de Hoofdklasse via nacompetitie ten faveure van HDM. In 2016 werden de dames kampioen in de Overgangsklasse, waardoor promotie naar de Hoofdklasse kon worden afgedwongen door in een best-of-three Were Di uit Tilburg te verslaan. Op 14 april 2016 promoveerde GHHC voor het eerst in 10 jaar weer naar de Hoofdklasse, door Were Di met 1-0 te verslaan. 
GHHC Groningen (roepnaam Groningen) is niet te verwarren met GHBS Groningen (roepnaam GHBS).

## Palmares
- KNHB beker
  - Dames: 1994
- Landskampioen zaalhockey
  - Dames: 1988, 1989, 1990, 1991, 1993, 1995, 1996, 1997

### Resultaten Dames 1
Dames 1 is in totaal vijf keer gepromoveerd vanuit de overgangsklasse naar de Hoofdklasse. Alleen in het competitiejaar 2008/09 kwam de ploeg uit in de Eerste Klasse.
| 11 |

| 3 |

| 2 |

| 2 |

| 1 |

| 10 |

| 4 |

| 4 |

| 3 |

| 6 |

| 7 |

| 11 |

| 1 |

| 10 |

| 11 |

| 3 |

| 3 |

| 2 |

| 1 |

| 12 |

| 4 |

| 4 |

| 2 |

| 2 |

| 1 |

| 11 |

| 11 |

| 1 |

| 10 |

| 9 |

| 6 |

| 6 |

| 5 |

| 5 |

| 1 |

| 9 |

| 11 |

| 12 |

| Eerste klasse |

| Overgangsklasse |

| Hoofdklasse |

| Eerste klasse |

| Overgangsklasse |

| Hoofdklasse |

| 11 |

| 3 |

| 2 |

| 2 |

| 1 |

| 10 |

| 4 |

| 4 |

| 3 |

| 6 |

| 7 |

| 11 |

| 1 |

| 10 |

| 11 |

| 3 |

| 3 |

| 2 |

| 1 |

| 12 |

| 4 |

| 4 |

| 2 |

| 2 |

| 1 |

| 11 |

| 11 |

| 1 |

| 10 |

| 9 |

| 6 |

| 6 |

| 5 |

| 5 |

| 1 |

| 9 |

| 11 |

| 12 |

| Eerste klasse |

| Overgangsklasse |

| Hoofdklasse |

| Eerste klasse |

| Overgangsklasse |

| Hoofdklasse |